# My Love (Westlife)
My Love is een nummer van de Ierse boyband Westlife.

## Achtergrond
Het nummer kwam uit op 30 oktober 2000 en zou zijn geïnspireerd op het door Paul McCartney geschreven liedje Mull of Kintyre van Wings. Het kwam tot de negende plek in de Nederlandse Single Top 100 in de zestien weken dat het in de lijst stond en piekte op de tiende plaats in der Top 40. In totaal stond het twaalf weken in de Top 40. In Vlaanderen kwam het tot de zesde plek in de Radio 2 Top 30. Het was dertien weken in deze lijst te vinden.
- MusicBrainz work: 3ecb2727-67cb-4a02-af78-5a5ab888f7cd